# Старый Студенец
Ста́рый Студене́ц (тат. Иске Суыксу) — село в Буинском районе Республики Татарстан, административный центр Старостуденецкого сельского поселения.

## Этимология названия
Топоним произошел от татарских слов «иске» (старый), «суык» (холодный) и «су» (вода).

## География
Село находится на автомобильной дороге Р241 Казань – Ульяновск, в 10 км к югу от города Буинск. 

## История
Село основано в 1672 году выходцами из города Темников.
Жители относились к категории государственных (до 1860-х годов – удельных) крестьян, выполняли лашманную повинность. Основные занятия жителей в этот период – земледелие и скотоводство, были распространены мукомольный, плотничный и отхожий промыслы, торговля.
В «Списке населенных мест по сведениям 1859 года», изданном в 1863 году, населённый пункт упомянут как лашманская деревня Старый Студенец 1-го стана Буинского уезда Симбирской губернии. Располагалась на правом берегу речки Студенца, на Казанском почтовом тракте, в 9 верстах от уездного города Буинска и в 28 верстах от становой квартиры во владельческой деревне Малая Цыльна. В деревне в 137 дворах жили 1385 человек (683 мужчины и 702 женщины). Были 2 мечети.
В начале XX века в селе располагалось волостное правление, функционировали 4 мечети, 4 мектеба, 18 торгово-промышленных заведений. В этот период земельный надел сельской общины составлял 3669,3 десятины.
В 1919 году в селе открыта начальная школа. До 1920 года село являлось центром Старо-Студенецкой волости Буинского уезда Симбирской губернии. С 1920 года в составе Буинского кантона ТАССР. В 1929 году в селе организован колхоз «Кзыл сукаче». С 10 августа 1930 года в Буинском районе.

## Население
| 1795 | 1859 | 1897 | 1913 | 1920 | 1926 | 1938 | 1949 | 1958 | 1970 | 1979 | 1989 | 2002 | 2010 | 2015 |
| ---- | ---- | ---- | ---- | ---- | ---- | ---- | ---- | ---- | ---- | ---- | ---- | ---- | ---- | ---- |
| 1002 | 1385 | 2186 | 2910 | 2656 | 2637 | 2465 | 2332 | 2312 | 2324 | 1775 | 1455 | 1326 | 1133 | 1289 |

Национальный состав села: татары.

## Экономика
Жители работают преимущественно в ООО «Ак Барс Буинск», нефтеперекачивающей станции «Студенец», занимаются полеводством, мясо-молочным скотоводством.

## Объекты образования, культуры и медицины
В селе действуют средняя школа, дом культуры, детский сад (с 1969 года), библиотека, фельдшерско-акушерский пункт.

## Религиозные объекты
5 мечетей: первая (1915 год, после революции закрыта, открыта вновь в 1990 году), Зелёная мечеть (с 1992 года), «Центральная» (с 2002 года), «Хажилар» (с 2015 года), «Шарифджан» (с 2015 года).